# Sint-Kittsdikbekje
Het Sint-Kittsdikbekje (Melopyrrha grandis) is een zangvogel uit de familie Thraupidae (tangaren). De vogel werd in 1881 door  George Newbold Lawrence als ondersoort van het roodkapdikbekje (M. portoricensis) met de naam Loxigilla portoricensis grandis beschreven. Op grond van morfologisch onderzoek dat in 2003 is gepubliceerd, staat de vogel sinds 2022 als soort op de IOC World Bird List. De vogel is waarschijnlijk aan het begin van de twintigste eeuw uitgestorven, de laatste bevestigde waarneming was in 1929.